# Frederik Lodewijk Herbert Jan Bosch van Drakestein
Frederik Lodewijk Herbert Jan Bosch van Drakestein, heer van Drakestein, (Utrecht, 17 november 1799 – Lage Vuursche, 8 juli 1866) was een Nederlandse landeigenaar, jurist en politicus.

## Familie
Bosch was lid van de familie Bosch en een zoon van jhr. mr. Paulus Wilhelmus Bosch van Drakestein (1771-1834) en Henriëtte Hofmann (1775-1839). Bij Koninklijk Besluit van 21 februari 1836 werd "Van Drakestein" toegevoegd aan zijn achternaam. Zijn vader was onder meer burgemeester van Utrecht en werd in 1829 verheven in de Nederlandse adel.
Zijn zuster Paulina Elisabeth (1804-1838) trouwde in 1821 met mr. Herman van Sonsbeeck (1795-1865), onder meer minister van Buitenlandse Zaken.
Bosch trouwde met Martha Maria Ancher (1806-1875). Zij kregen twee zoons en een dochter, onder wie Jhr. Paulus Jan Bosch van Drakestein die trouwde met Elisabeth Henriëtte Johanna Bosch, dochter van Eerste Kamerlid Johannes Wilhelmus Henricus Bosch. Dochter Maria (1827-1866) trouwde met een zoon van Van Sonsbeeck.

## Loopbaan
Bosch studeerde Romeins en hedendaags recht aan de Utrechtse Hogeschool. Hij promoveerde in 1822 op zijn proefschrift De causis poenam mitigantibus, vel tollentibus. Hij vestigde zich vervolgens als advocaat in Amsterdam. Van 1841 tot 1856 was hij rechter bij de Amsterdamse Arrondissementsrechtbank en vervolgens tot zijn overlijden raadsheer bij het Provinciaal Gerechtshof.
Bosch behoorde tot de liberalen. Hij werd in 1840 door de ridderschap van Noord-Holland verkozen tot lid van de Provinciale Staten. Hij werd in oktober 1850 lid van de Eerste Kamer der Staten-Generaal. Als Kamerlid nam hij vrijwel nooit aan de debatten deel, maar beperkte hij zich tot stemmen. Hij sprak alleen bij de behandeling van het wetsvoorstel Veranderingen in de straffen op misdaad en bij wetsvoorstel concessie voor aanleg van de Noorder- en Zuiderspoorwegen.
Bosch overleed op 66-jarige leeftijd.
- Biografisch Portaal: 53517516
- Digitale Bibliotheek voor de Nederlandse Letteren: bosc090
- Gemeinsame Normdatei: 122568095
- International Standard Name Identifier: 0000 0000 1294 3349
- Nederlandse Thesaurus van Auteursnamen: 071943285
- Parlement.com: vg09lkyk3fdq
- Virtual International Authority File: 77200173
- WorldCat: E39PBJkdpvDtmmbHWydHbF8cT3